# Teenagers
«Teenagers» es una canción glam punk de la banda estadounidense My Chemical Romance. Es la undécima pista y cuarto sencillo de The Black Parade, su tercer álbum de estudio, publicado en 2006. Inicialmente iba a ser publicado el 23 de abril de 2007, pero fue pospuesto hasta julio de 2007 a causa de la masacre de Virginia Tech, ya que la canción habla sobre violencia entre adolescentes.
El sencillo ha sido certificado doble disco de platino en Estados Unidos, al vender más de dos millones de copias. Asimismo, fue ubicado en el puesto n.º 25 en la lista de «Las 100 mejores canciones de 2007», elaborada por la revista Rolling Stone.
En el año 2012, «Teenagers» fue versionada por la cantante de soul estadounidense Macy Gray, y en 2014 se hizo un mashup en que se la mezcló con la canción «What makes you beautiful» de la banda juvenil británico-irlandesa One Direction.

## Contenido lírico y musical

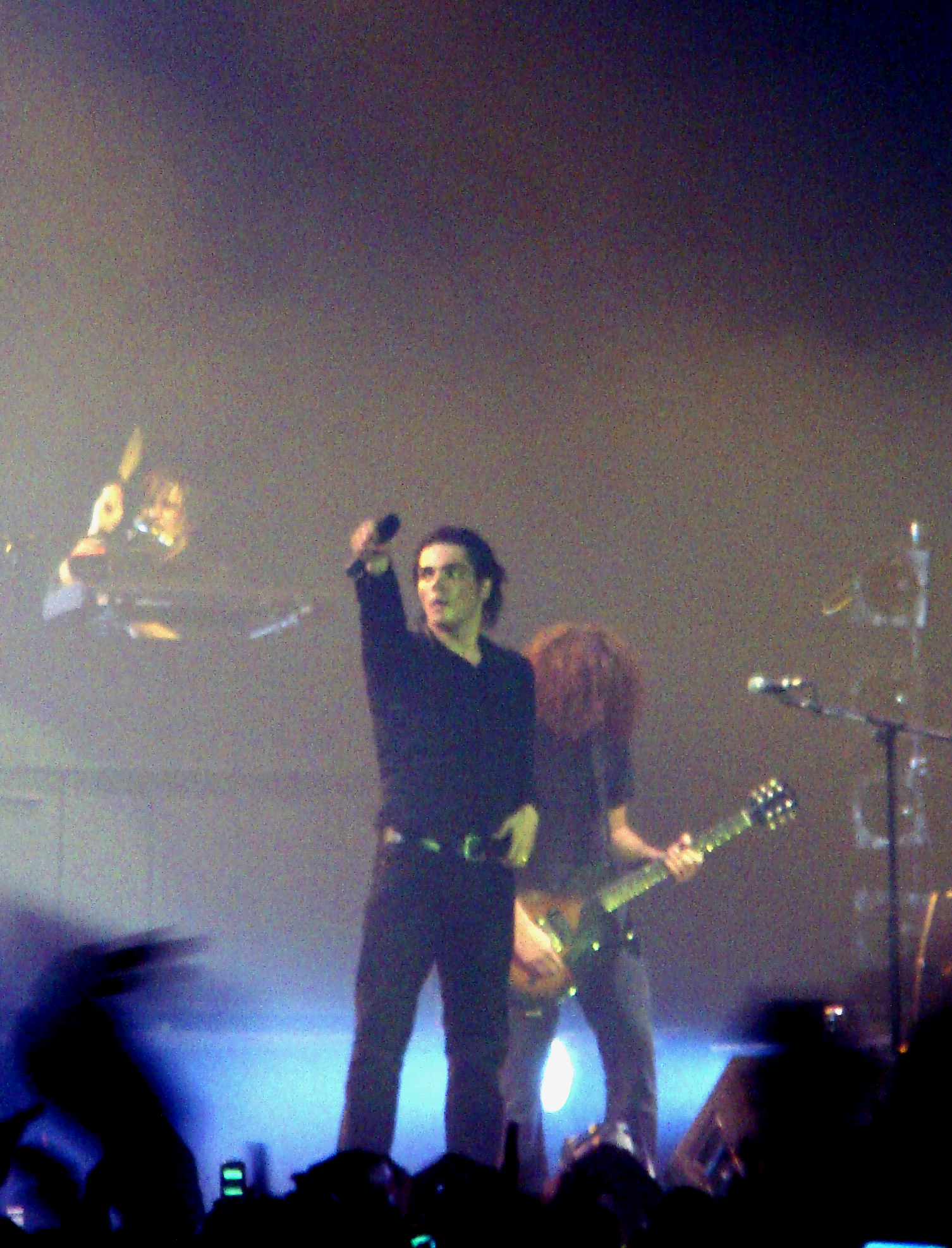
La banda interpretando la canción en un concierto en Newcastle (Inglaterra), en noviembre de 2007

En una entrevista con New Musical Express de octubre de 2006, Gerard Way habló de la inmensa relevancia del actual nivel del crimen armado, particularmente entre adolescentes, en los Estados Unidos. Tres semanas antes de la entrevista hubo tres tiroteos escolares en el país. Declaró:

Esta canción casi no encajó en el disco, pero es un tema muy importante para nuestra cultura. Es realmente un gran problema de Estados Unidos, donde niños están matando niños. Lo único que aprendí en la escuela secundaria es que la gente es muy violenta y territorial.

En una entrevista con la revista AP Magazine, el cantante explicó el origen de la canción: cuando él vivía en Nueva York,[cita requerida] tuvo que tomar el metro para ir hacia y desde las prácticas todos los días, y tenía miedo de los adolescentes que andaban en el metro, porque no estaba seguro de cuál sería la reacción de ellos. Eventualmente, Gerard le contó a AP, esos jóvenes oían su música, lo que lo hizo sentirse más conforme. También dijo que cuando iba en el metro con los jóvenes fue la primera vez que se sintió viejo, estaba nervioso y era un objetivo. Se sentía como un padre o parte de algún problema.
La radio australiana Nova FM ha comparado a «Teenagers» con la canción “Achy breaky heart” de Billy Ray Cyrus, mientras que Stephen Thomas Erlewine, de Allmusic, dijo que la canción era «una tremenda reelaboración del riff de “Bang a gong” [de la banda británica T. Rex ] y “Cactus” [de los estadounidenses Pixies ]». Asimismo, Clark Collis de Entertainment Weekly comentó: «Igualmente teatral y exitosa [que la canción “Mama”] es “Teenagers”, un tema que musicalmente rinde homenaje a T. Rex, pero encuentra a Way adoptando un ostentosamente diabólico personaje vocal tan reminiscente del Artful Dodger de Oliver!, que uno casi piensa que va a comenzar [a cantar] “Consider yourself”».

## Videoclip
El videoclip muestra a la banda tocando la canción en una escuela secundaria, con animadoras de fondo. A lo largo del video, se pueden encontrar múltiples referencias a la película Pink Floyd the wall, en concordancia con la influencia que el grupo dice tener del grupo de rock británico Pink Floyd. Abruptamente, entra una gran cantidad de estudiantes al recinto, para ir a tomar asiento, entonces las animadoras se colocan máscaras de gas (seguramente haciendo referencia a Madre Guerra) y el telón —que antes decía “Teenagers”— cae y queda descubierta una imagen que representa la explosión de una bomba atómica; entonces los estudiantes se ponen de pie, bastante más emocionados, y el clip culmina cuando estos suben al escenario y le quitan los instrumentos a la banda. Después de todo, se muestra un mensaje:
"Violence is never the answer. If you feel like acting out, reach out. Go to nationalsave.org or any other youth violence prevention source for information on how to find an alternative to violence. -My Chemical Romance"
El audio para el video fue levemente modificado. En una parte del comienzo de la canción, tiene piano de fondo, cuando en la versión del álbum, el piano entra más adelante. Además, después del primer coro, cuando Gerard, solo, en la canción, dice “The boys and”, en el clip lo acompañan unas voces de fondo.
El video fue censurado para su emisión en la televisión; esta edición muestra un cambio al video original, tanto de imagen como de letra. En lo que se refiere a la letra, son censuradas palabras tales como murder, shit, pay y otras más, mientras que en el video ciertas imágenes son cambiadas, tales como la entrada de los adolescentes en el escenario, partes de porristas simulando disparos hacia los músicos de la banda y la simulación de disparos de las porristas hacia el cantante Gerard Way.

## Lista de canciones
Versión 1 (CD promocional)
1. “Teenagers” (radio) – 2:38[5]

Versión 2 (CD y disco de vinilo)
1. “Teenagers” – 2:41
2. “Dead!” (en vivo en el E-Werk de Berlín, el 14 de octubre de 2006) – 3:16[6]

Versión 3 (disco de vinilo)
1. “Teenagers” – 2:41
2. “Mama” (en vivo en National Indoor Arena en Birmingham el 22 de marzo de 2007) – 5:00[7]

Versión 4 (CD)
1. “Teenagers” – 2:41
2. “Dead!” (en vivo en el E-Werk de Berlín, el 14 de octubre de 2006) – 3:16
3. “Mama” (en vivo en National Indoor Arena en Birmingham el 22 de marzo de 2007) – 5:00[8]

Versión 5 (descarga digital)
1. “Teenagers” – 2:41
2. “Teenagers” video musical – 2:51
3. Video de “I don't love you” presentado en Sessions@AOL – 3:57

## Recepción

### Crítica
Stephen Thomas Erlewine, de Allmusic, dijo que «Teenagers» es «una tremenda reelaboración del riff de “Bang a gong” y “Cactus” que es la más simple y mejor canción que [My Chemical Romance] jamás ha escrito». Evan Sawdey de PopMatters escribió: «[Las canciones de The Black Parade] son unas de sus mejores a la fecha, con el sencillo ridículamente simple “Teenagers” resaltando bien por encima de todas ellas». «Teenagers», asimismo, fue ubicada en el puesto n.º 25 en la lista de «Las 100 mejores canciones de 2007», elaborada por la revista Rolling Stone.

### Certificaciones discográficas
El sencillo ha sido certificado doble disco de platino en Estados Unidos, al vender más de dos millones de copias.

### Listas musicales
| País           | Lista                  | Posición |
| -------------- | ---------------------- | -------- |
| Estados Unidos | Billboard Hot 100      | 67       |
| Estados Unidos | Hot Modern Rock Tracks | 14       |
| Estados Unidos | Pop 100                | 57       |
| Estados Unidos | Hot Digital Songs      | 45       |
| Canadá         | Hot Digital Singles    | 42       |
| Irlanda        | Top 50                 | 7        |
| Nueva Zelanda  | Top 50                 | 6        |
| Reino Unido    | Top 75                 | 29       |
| Europa         | MTV Top 10             | 1        |
| Argentina      | Top 100 Rock           | 4        |
| Venezuela      | Los 10 del Rock Inglés | 1        |

## Versiones de otros artistas
«Teenagers» fue versionada por la cantante de soul estadounidense Macy Gray, en su álbum Covered, del año 2012. Gray interpretó el cover en el programa de televisión Conan, el 27 de marzo de 2012.
En 2014, el artista de mash-ups Dr. Brixx mezcló «Teenagers» con la canción «What makes you beautiful» de la banda juvenil británico-irlandesa One Direction. Fuse calificó la mezcla como «impactantemente natural y evidentemente contagiosa», y como una «perfección pop».